# ارثیه متیلدا
ارثیۀ متیلدا (انگلیسی: Matilda's Legacy) یک فیلم کمدی صامت کوتاه به کارگردانی آرتور هاتلینگ است که در سال ۱۹۱۵ منتشر شد. از بازیگران این فیلم می‌توان به اولیور هاردی، جرالد تی. هِـوِنـِر و می هاتلی اشاره کرد.